# 楚纪南故城
楚纪南故城位于中国湖北省荆州市荆州区纪南镇南部（原属江陵县），是战国时期楚国的都城“郢”都故址之一，1961年被列为第一批全国重点文物保护单位。
楚纪南故城于20世纪50年代开始调查，1975年进行了较大规模发掘。城址平面呈不规则方形，东西长约4.5千米，南北宽约3.5千米，总面积约16平方千米。现存城墙和护城河遗迹，城内有84座夯土台基，其中61座位于东南部，为当时的宫殿区。城内还发现有四百余口水井和冶铸、制陶遗迹等，出土文物数以万计。

## 文物保护情况
1956年11月15日，以“紀南城”的名义被湖北省人民委员会列为第一批湖北省文物保护单位；1961年3月4日，以“楚纪南故城”的名义被中华人民共和国国务院列为第一批全国重点文物保护单位。
其作为文物的保护范围为：城垣内为重点保护区，城垣四周以外100米为一般保护区。